# Nordfjord (Schiff)
Die Nordfjord ist eine Doppelendfähre der norwegischen Reederei Fjord1.

## Geschichte
Die Fähre wurde unter der Baunummer 48 auf der Werft Viskerstrand Verft für die Reederei Fylkesbaatane i Sogn og Fjordane (aus der Ende 2002 nach dem im Mai 2001 erfolgten Zusammenschluss mit der Reederei Møre og Romsdal Fylkesbåtar die Reederei Fjord1 hervorging) gebaut und im Dezember 2001 abgeliefert. Der Rumpf wurde von der Werft Western Shipyard in Klaipėda zugeliefert.
Der Schiffsentwurf stammte vom norwegischen Schiffsarchitekturbüro Multi Maritime in Førde. Die Nordfjord war die erste Fähre weltweit, die nach den Bedingungen für die „Clean Design“-Notation gebaut wurde. Hierfür sind über die gesetzlichen Vorgaben hinaus zusätzliche Maßnahmen beim Schiffsbetrieb zum Schutz bzw. zur Schonung der Meeresumwelt nötig, unter anderem mit Blick auf Emissionen, Einleitungen ins Meer oder der Nutzung von Kälte- oder Löschmitteln.

## Technische Daten und Ausstattung
Die Fähre wird von zwei Viertakt-Zwölfzylinder-Dieselmotoren des Motorenherstellers Volvo Penta (Typ: D49A MT) mit jeweils 1040 kW Leistung angetrieben. Die Motoren wirken auf jeweils eine Aquamaster-Propellergondel an den beiden Enden der Fähre. Zur Stromversorgung stehen zwei von Sechszylinder-Dieselmotoren des Motorenherstellers Volvo Penta (Typ: TAMD103) mit jeweils 180 kW Leistung angetriebene Stamford-Generatoren zur Verfügung. Die Motoren sind mit einem Katalysator zur Reduktion von Stickoxiden ausgestattet. Antriebsmotoren und Dieselgeneratoren sind in zwei Maschinenräumen untergebracht, die sich jeweils an den Enden der Fähre befinden.
Die Fähre verfügt über ein durchlaufendes, 63,6 m langes Fahrzeugdeck auf dem Hauptdeck sowie auf einer Seite ein erhöhtes Fahrzeugdeck, das über feste Rampen mit dem Hauptdeck verbunden ist. An beiden Enden befinden sich nach oben aufklappbare Visiere. Dahinter befinden sich kurze, herunterklappbare Rampen, die zum Be- und Entladen der Fähre auf landseitige Rampen aufgelegt werden. Die Fahrzeugdecks sind zu beiden Enden der Fähre nach oben offen. Im mittleren Bereich sind sie von den Decksaufbauten überbaut. Die nutzbare Durchfahrtshöhe auf dem durchlaufenden Fahrzeugdeck beträgt 5,0 m und auf dem erhöhten Fahrzeugdeck 2,3 m. Die maximale Achslast auf dem durchlaufenden Fahrzeugdeck beträgt 15 t und auf dem erhöhten Fahrzeugdeck 1,5 t.
Unter dem erhöhten Fahrzeugdeck befindet sich ein Aufenthaltsraum mit Snack- und Getränkeautomaten für die Passagiere. In dem Aufenthaltsraum stehen rund 100 Sitzplätze zur Verfügung. In den Decksaufbauten sind unter anderem die Einrichtungen für die Schiffsbesatzung und technische Betriebsräume untergebracht. Das Steuerhaus ist mittig auf die Decksaufbauten aufgesetzt.